# Михаел Фафа Стојановић
Милорад Стојановић (Крагујевац, 24. август 1979), познат и по свом сценском имену Михаел Фафа Стојановић, српски је гитариста, композитор, аранжер и наставник гитаре.

## Живот
Рођен је 1979. и живи у Крагујевцу, отац је троје деце. Син је Радомира Стојановића.

## Музика
У десетој години почиње да открива музику, а са 12 година почиње озбиљно да се бави гитаром као инструментом. Музику и гитару учи са плоча, видео касета и од старијих музичара из Крагујевца. У oсновној школи већ оснива свој први школски бенд с којим наступа на разним такмичењима и музичким манифестацијама. Први озбиљан бенд, Инфусион, оснива са Илијом Николићем 1998. године, где свирају Илијине ауторске композиције. Крајем 1999. године, после НАТО бомбардовања, формира групу Ти, Фафа и ја, која се бави ауторским радом базираним на композицијама Михајла Фафе Стојановића. Бенд има регионалне наступе и наступа на свим значајнијим џез и блуз фестивалима у земљи.
Паралелно са радом у групи Ти, Фафа и ја, почиње са радом у Фафиној школи гитаре. Школа је базирана на индивидуалној настави, где је настава прилагођена сваком полазнику. Неки ђаци наставили су даље школовање и професионално бављење музиком.
Крајем 2015., са другаром Слободаном Кепом Стојановићем, почиње да свира и оснива групу Kepa & Free Spirits, у којој одлучује да обради 16 песама групе Смак. Група је са студијским албумом Завештање доживела велики успех са великим бројем наступа и концерата широм Европе и Србије. Албум Завештање је проглашен за издање године по гласовима слушалаца Радио 202. Бенд свира и наступа све до почетка пандемије COVID-19 (2019).
Паралелно са почетком пандемије, поново активно почиње са радом с групом Ти, Фафа и ја, у којој се мењају поставке музичара све до последње поставе коју чине Давид Армуш (бубњеви), Димитрије Филиповић Дика (бас) и Аца Пејчић Пиле (оргуље, саксофон). Са њима свира нове и старе ауторске песме и наступа по клубовима широм Србије, а упоредо снима Live Studio Session на интересантним локацијама и студијима за снимање музике у Србији. Такође, ради на снимању албума који ће изаћи под именом Фафа, на којем ће се наћи нове и старе песме групе Ти, Фафа и ја које још нису снимљене.

## Ти, Фафа и ја
Фафа је српска музичка група из Крагујевца, основана 1999. године. Тренутну поставу чине Михаел Фафа Стојановић (гитара), Аца Пејчић "Пиле" (саксофон, оргуље), Давид Армуш (бубњеви) и Димитрије Филиповић Дика (бас гитара). Група Фафа изводи ауторске композиције које ствара Михаел Фафа Стојановић. Њихова музика се претежно уклапа у жанр који представља спој џеза, блуза, рока и амбијенталне музике.

### Istorija
Крајем 1999. године, Михаел Фафа Стојановић основао је групу Фафа, која се фокусира на ауторски рад базиран на његовим композицијама. Бенд наступа регионално и учествује на свим већим џез и блуз фестивалима у Србији. Група је престала са радом 2002. године, али се повремено поново окупљала за наступе по клубовима широм Србије. Године 2023. Фафа се поново окупила са новом поставом и наставила активне наступе. Бенд тренутно припрема свој први албум, који је планиран за издавање у пролеће 2025. године У међувремену, снимају студијске наступе уживо на разним занимљивим локацијама и музичким студијима широм Србије.

### Чланови
- Михаел Фафа Стојановић (гитара)
- Аца Пејчић Пиле"(саксофон, Хаммонд)
- Давид Армуш (бубњеви)
- Димитрије Филиповић Дика (бас гитара)

## Спошљање везе
- Фана на страници Инстаграм
- Фафа на странци Јутјуб